# مطار مابوتو الدولي
مطار مابوتو الدولي (إياتا: MPM، إيكاو: FQMA) هو مطار دولي يخدم مابوتو عاصمة موزمبيق، ويبعد حوالي 3 كلم من وسط المدينة. وهو مركز عمليات شركة الطيران لام موزمبيق وطيران كايا. أغلب الرحلات الدولية التي يرتبط بها المطار هي لوجهات في إفريقيا.

## شركات الطيران والوجهات
| شركـات طيـران             | الوجهات | Refs  |
| ------------------------- | --- | ----- |
| إير لينك                  | مطار كيب تاون، مطار أوليفر ريجنالد تامبو |       |
| خطوط كل اليابان الجوية    | موسمي عارض: مطار طوكيو هانيدا الدولي1 | [ 5 ] |
| الخطوط الجوية الإثيوبية   | مطار أديس أبابا بولي الدولي |       |
| الخطوط الجوية الكينية     | مطار جومو كينياتا الدولي |       |
| الخطوط الجوية الموزمبيقية | Beira، Chimoio، مطار جوليوس نيريري، مطار روبرت غابريل موجابي الدولي، Inhambane، مطار أوليفر ريجنالد تامبو، Lichinga، مطار كينيث كاوندا الدولي (تبدأ في 30 يونيو 2023)، Nacala، مطار جومو كينياتا الدولي، Nampula، Pemba، Quelimane، Tete، Vilanculos، Xai-Xai | [ 8 ] |
| Moçambique Expresso       | Beira، Tete |       |
| الخطوط الجوية القطرية     | مطار حمد الدولي |       |
| خطوط جنوب إفريقيا الجوية  | مطار أوليفر ريجنالد تامبو | [ 9 ] |
| الخطوط الجوية الأنغولية   | مطار كواترو دي فيفيريرو |       |
| تاب برتغال                | مطار لشبونة |       |

ملاحظات
- ^1: جميع رحلات خطوط كل اليابان الجوية من مطار طوكيو هانيدا الدولي في مطار مطار شانغي سنغافورة. ولكن .[5]